# Amedeo Potito
Amedeo Potito (Manfredonia, 2 ottobre 1909 – Bari, 2 maggio 1992) è stato un presbitero e storico italiano. Studioso di storia della Chiesa, è autore di numerose opere di storia su centri dell'Alta Valmarecchia, in particolare su Badia Tedalda. Raccoglitore di memorie archivistiche, alla sua morte ha donato il proprio archivio personale al Comune di Badia Tedalda, che ha provveduto a inventariarlo e ad aprirlo alla pubblica consultazione nella casa canonica di Cà Raffaello, fatta costruire dallo stesso Potito.

## Biografia
Amedeo Potito, figlio di Andrea e Olinda Conoscitore, nasce a Manfredonia (FG) il 2 ottobre 1909; 20 marzo 1910 è battezzato nella parrocchia di S. Lorenzo in Manfredonia da don Luigi Potito; l'8 dicembre 1931 è cresimato, nella stessa parrocchia, dall'arcivescovo di Foggia e Manfredonia, Fortunato Farina.

### La formazione
Nel 1934 entra nella Pia Società di S. Giuseppe di Torino e inizia il cammino di formazione culturale e spirituale nel collegi della congregazione: nel 1935-1936 studia nel collegio di Oderzo sotto la direzione del provinciale e dal 1936-1937 al 1938-1939 in quello di Modena, riportando quasi sempre ottimi voti (il più basso, 6/10, lo consegue a storia ecclesiastica). Sempre a Modena, il 30 dicembre 1937, riceve, per le mani dell'arcivescovo G. Antonio Ferdinando Bussolari, i due ultimi ordini minori.

### Il ministero sacerdotale nella Diocesi di Sansepolcro
Il 10 dicembre 1939 chiede al vescovo Pompeo Ghezzi di essere incardinato nella diocesi di Sansepolcro. Il 26 gennaio 1940 mons. Ghezzi chiede al Potito la dispensa dai voti emessi quale chierico della Pia Società di S. Giuseppe e il 16 aprile successivo il Potito presenta una nuova richiesta di incardinazione. La vertenza è risolta e Amedeo Potito è accolto in diocesi di Sansepolcro, dove, presso il seminario diocesano, continua la sua formazione al sacerdozio, che si conclude con l'ordinazione sacerdotale il 30 giugno 1940. Pochi mesi dopo, il 14 ottobre, don Amedeo è nominato mansionario della cattedrale e insegnante di lettere in seminario, incarichi che ricopre fino a tutto il mese di luglio dell'anno successivo. Nel marzo 1941 torna a Manfredonia per accudire i genitori malati, ma la sua permanenza presso la famiglia si protrae ben oltre il periodo consentitogli. Da Manfredonia scrive al vescovo giustificando la propria assenza e lamentando la propria povertà. Nel mese di novembre è ancora a Manfredonia. Il primo agosto 1941 il Potito era stato nominato parroco di S. Arduino a Cicognaia, in comune di Badia Tedalda, nel vicariato foraneo di S. Giovanni in Vecchio (Sestino). L'assegnazione di questa parrocchia montana, così lontana dal centro diocesi, povera e poco popolata viene accettata malvolentieri da don Amedeo, nato e cresciuto in un ambiente sociale e culturale profondamente diverso. Già il 9 dicembre 1941 il Potito chiede di essere scardinato dalla diocesi di Sansepolcro e incardinato in quella di Foggia, ma la richiesta non è accolta. L'anno seguente don Amedeo chiede di ritornare a Manfredonia e di essere nominato cappellano militare, ma entrambe le richieste vengono respinte. Così rimane a Cicognaia, dove vive gli anni della seconda guerra mondiale e del primo dopoguerra, subendo anche un attentato (27 dicembre 1945), dal quale esce illeso.
Dopo la fine della guerra presenta varie richieste di trasferimento ad altra sede, adducendo motivi climatici e di salute, ma nessuna di queste viene accolta. Don Amedeo resta così in Valmarecchia, dove continuerà a esercitare il proprio ministero fino al 1990 come parroco di S. Arduino e, per un periodo più breve, anche come economo spirituale della parrocchia di S. Sofia Marecchia. Con il tempo comincia ad affezionarsi alla valle del Marecchia, territorio che a partire dagli anni ‘50 conosce un forte spopolamento. La stessa frazione di Cicognaia si spopola completamente e don Amedeo costruisce la nuova chiesa parrocchiale a Ca' Raffaello, località lungo la strada statale 258 Marecchiese (Sansepolcro-Rimini) nella quale si è trasferita quasi tutta la gente di Cicognaia. A Cà Raffaello il Potito si trasferisce nel gennaio del 1946 e nel 1955 costruisce la chiesa con annessi la canonica e un edificio per le opere parrocchiali. Dopo le difficoltà iniziali don Amedeo si adopera per lo sviluppo della località promuovendo la costruzione di un acquedotto rurale (a partire dal 1954), l'apertura della scuola elementare (richiesta al governo nel 1955) e dell'ufficio postale (1957).
A livello diocesano il Potito ha ricoperto la carica di membro del consiglio amministrativo della diocesi di Sansepolcro (nominato nel 1950).
A partire dall'età di 67 anni comincia a manifestare segni di malattia: nel 1958 subisce un'appendicectomia e nella seconda metà degli anni ‘60 comincia a soffrire di diabete. È comunque a partire dai primi anni ‘70 che il suo stato fisico comincia a debilitarsi (fra l'altro soffre di sordità). Per motivi di salute lascia la parrocchia nel 1990 e si trasferisce a Bari, dove muore il 2 maggio 1992.

### La ricerca storica
L'attenzione di don Amedeo Potito per l'arte e la storia della Valmarecchia nasce quasi per caso quando, durante un inverno, scopre alcuni affreschi sotto l'intonaco di una chiesa.
La ricerca storica del Potito, pur interessando principalmente l'alta Valmarecchia e il Montefeltro, si estende a tutta l'area romagnola, fino ad arrivare a Bologna. Comincia alla fine degli anni ‘68 con un contributo sul beato Rigo da Miratoio per la Bibliotheca Sanctorum e continua nei primi anni ‘70 con gli studi su Badia Tedalda e sulla fortezza del Sasso di Simone, per allargarsi negli anni seguenti a Carpegna, Novafeltria, Talamello, Sestino, Cicognaia e Verucchio. Gli interessi di studi del Potito comprendono anche personaggi del territorio indagato e delle zone limitrofe, dal beato Matteo da Bascio a fra Ventura Bisi, dal beato Ranieri dalla Montagna ad Angelo Moriani.
L'attenzione di don Amedeo per la storia della Valmarecchia nasce dal progetto di una guida turistica, redatta insieme ad Amedeo Montemaggi, sul finire degli anni sessanta: sensibile allo sviluppo sociale ed economico della zona, il Potito intuisce quanto sia importante il turismo per l'economia della Valmarecchia, entroterra della riviera riminese. Anche per questo costruisce una casa per le opere parrocchiali di fronte alla chiesa, dove accoglie gruppi di associazioni cattoliche e di parrocchie durante i soggiorni estivi.
Il Potito è stato, innanzi tutto, un grande raccoglitore di documenti e memorie, ma non ha mancato di collaborare a iniziative scientifiche di più vasto interesse (la ricordata Bibliotheca Sanctorum). La sua storiografia appare talvolta frammentaria, quasi una raccolta di documenti - non sempre proposti con il rigore dello specialista - messi a disposizione di altri studiosi. Ad una ricerca condotta negli archivi e nelle biblioteche, affianca l'atteggiamento dell'erudito autodidatta attento a documentare tutti i fatti della vita locale e non attraverso gli articoli di giornali, gli opuscoli e anche le locandine di singole iniziative. Tuttavia, don Amedeo non è stato un isolato ricercatore di patrie memorie, ma ha avuto contatti con gli studiosi locali, tra i quali il principe Guidobaldo di Carpegna Falconieri, paleografo, studioso e critico severo e rigoroso di storia locale e familiare, Gino Franceschini, padre Tarcisio Della Rovere OFM conv. e mons. Ercole Agnoletti di Sansepolcro, Alberto Fatucchi di Arezzo, don Giuseppe Cacciamani OSB e don Ugo Fossa OSB di Camaldoli, Giancarlo Renzi di Sestino, don Leandro Novelli OSB di Cesena, mons. Luigi Donati di S. Marino, Francesco Vittorio Lombardi di Carpegna, Fabrizio Barbolani di Montauto di Firenze, l'editore Bruno Ghigi di Rimini. È stato membro della Società di Studi Storici per il Montefeltro, per la quale ha curato alcune pubblicazioni, del Centro Studi e Ricerche sull'Antica Provincia Ecclesiastica Ravennate, dell'Associazione Italiana Professori di Storia della Chiesa, dell'Associazione Costantiniana d'Italia, oltre che di associazioni sacerdotali (Unione Missionaria del Clero in Italia). Nel 1971 il Potito è invitato a collaborare all'attività del Centro Storico Benedettino Italiano e fra gli anni ‘70 e ‘80 fa parte del gruppo di studiosi di storia locale che, coordinati da Giancarlo Renzi, danno vita ai convegni La pieve di Sestino (Sestino 1979) e I benedettini nella Massa Trabaria (Sestino 1980).
Nel corso degli anni ‘60 il Potito si interessa anche alla scuola di Archivistica, Paleografia e Diplomatica presso l'Archivio di Stato di Bologna prima e presso quello di Firenze poi, ma non risulta che si sia poi iscritto a una di queste.

### Onorificenze
Negli ultimi anni don Amedeo riceve alcuni attestati di riconoscimento della propria attività di ricerca: l'11 aprile 1987 è il Comune di Badia Tedalda a consegnargli una targa a riconoscimento dell'opera da lui svolta quale studioso di storia locale, mentre il 2 giugno 1988 il presidente della Repubblica, Francesco Cossiga, gli assegna la medaglia d'oro ai benemeriti della scuola, della cultura e dell'arte.

### Il fondo archivistico “Don Amedeo Potito”
Donato al Comune di Badia Tedalda con atto del 1989, l'archivio privato di don Amedeo Potito costituisce oggi un fondo dell'archivio del comune, conservato ancora nella casa canonica della parrocchia di S. Arduino, in frazione Cà Raffaello. Il fondo si compone di 113 pezzi, fra buste, carte e uno schedario, al quale si aggiungono tre targhe rilasciate, a titolo di benemerenza, a don Amedeo (1987) e una piccola biblioteca, che costituisce una sorta di appendice naturale dell'archivio. La biblioteca si compone di 167 pezzi fra volumi e opuscoli, 6 fascicoli di riviste degli anni 1976-1989 e 10 cataloghi di librerie e case editrice degli anni 1976-1989. Altro materiale bibliografico è conservato all'interno delle buste del fondo archivistico. Carte e libri sono stati conservati insieme dal momento che sia l'archivio, sia la biblioteca sono utili per ricostruire la personalità e la metodologia di studio del Potito.

## Pubblicazioni
- A. Potito, Rigo da Miratoio, beato, in Bibliotheca Sanctorum, XI, Roma 1968, coll. 185-186
- A. Potito, Badia Tedalda nei secoli, Forlì, Tipo Litografia Forlivese, senza data [ma 1971]
- A. Potito, Carte e memorie varie sull'Abbazia dei Tedaldi di Valmarecchia, in Atti del III convegno del Centro Studi e Ricerche sull'Antica Provincia Ecclesiastica Ravennate (Bologna 1968), «Ravennatensia», II (1971), pp. 423–431
- A. Potito, Premesse e documenti inediti per la storia della fortezza del Sasso Simone, in «Studi montefeltrani», I (1971), pp. 79–88
- La Fortezza del Sasso di Simone. Carte e documenti, a cura di A. Potito, San Leo, Società di Studi Storici per il Montefeltro, 1972
- A. Potito, Documento inedito per la storia della fortezza di S. Leo, in «Studi montefeltrani», II (1973), pp. 60–66
- A. Potito, Carpegna feudo imperiale sotto la protezione dei fiorentini, I, San Leo, Editrice Società di Studi Storici per il Montefeltro, 1973
- A. Potito, Il feudo dei conti Segni di Bologna (Novafeltria - Talamello), Rimini, Bruno Ghigi Editore, 1975
- A. Potito, Il Pittorino Bolognese. Fra Bonaventura Bisi (1612-1659). Lettere dirette al Principe Cardinale Leopoldo de' Medici e al Duca Alfonso d'Este, Urbania, Edizioni Bramante, 1975
- Rimini dal XV al XIX secolo attraverso documenti del tempo, a cura di A. Potito, Rimini, Cassa di Risparmio di Rimini, 1979
- A. Potito, Carpegna feudo imperiale sotto la protezione dei Fiorentini, II, Rimini, Bruno Ghigi Editore, 1977
- A. Potito, Visita apostolica di Mons. Ragazzoni e Chiese del Pleberio agli albori del Capitanato, in G. SPINI-E. COPPI-G. RENZI-A. Potito, Il Capitanato di Giustizia del Sasso di Simone. Atti del IV centenario, Sestino, s. e. [Urbania, stabilimento tipografico Bramante], 1977, pp. 71–83
- Beato Matteo da Bascio, a cura di A. Potito, Città di Castello, Tipolito Bacchini, 1980
- A. Potito, Documenti del “diplomatico” di Sestino, in La pieve di Sestino. Atti del convegno (Sestino 1979), Rimini, Bruno Ghigi Editore, 1980, pp. 159–177
- Cronaca di Rimini (1601-171) e documenti raccolti da Amedeo Potito, Rimini, Bruno Ghigi Editore, 1982
- A. Potito, Tre monasteri benedettini nella Valle del Marecchia della Massa Trabaria, in I Benedettini nella Massa Trabaria. Atti del convegno (Sestino 1980), Sansepolcro, Cooperativa Culturale "Giorgio La Pira", 1982, pp. 155–162
- A. Potito, Statuto di Talamello (1573), Città di Castello, tipografia La Nuova Stampa, 1982
- G. Pecci, Personaggi e castelli di Val di Marecchia. IV - Secchiano, Talamello e sue opere d'arte, Mercatino, a cura di A. Potito, Talamello, s.e., 1982
- A. Potito, Carteggio di Badia Tedalda (1300-1787), Città di Castello, tipografia La Nuova Stampa, 1983
- A. Potito, Angelo Moriani (Autobiografia e documenti) 1821-1873, Rimini, Bruno Ghigi Editore, 1985
- A. Potito, Badia Tedalda e i suoi Castelli nei secoli, Rimini, Bruno Ghigi Editore, 1985
- A. Potito, I molini del duca di Urbino nel Montefeltro, Rimini, Bruno Ghigi Editore, 1985
- A. Potito, Il castello di Cicognaja dei Fiorentini e dei Bastianelli, Verucchio, Pazzini Editore, 1986
- A. Potito, Cicognaja. Patrimonio archeologico, sacro, storico, Pazzini Editore, Verucchio, 1987
- A. Potito, La Madonna del Castello di Petrella, senza note tipografiche [ma 1988]
- A. Potito, Le vicende di un Monastero con documenti sul Montefeltro in appendice, Verucchio, Pazzini Editore, 1988
- A. Potito, Fra Raniero dalla Montagna di San Sepolcro, Verucchio, Pazzini Industria Grafica, 1989
- A. Potito, Verucchio e lo Stato Pontificio nei secoli XVII-XVIII, carteggio, Verucchio, Pazzini Industria Grafica, 1989
- A. Potito, La lavorazione della lana a Rimini al tempo degli umiliati e dei Malatesti, in Le signorie dei Malatesti. 24. Atti della giornata di studi malatestiani a Montiano, Rimini, Bruno Ghigi Editore, 1992, pp. 19–44